# Großer Preis von Russland 2021
Der Große Preis von Russland 2021 (offiziell Formula 1 VTB Russian Grand Prix 2021) fand am 26. September auf dem Sochi Autodrom in Sotschi statt und war das 15. Rennen der Formel-1-Weltmeisterschaft 2021.

## Bericht

### Hintergründe
Nach dem Großen Preis von Italien führte Max Verstappen in der Fahrerwertung mit fünf Punkten vor Lewis Hamilton und mit 86,5 Punkten vor Valtteri Bottas. In der Konstrukteurswertung führte Mercedes mit 18 Punkten vor Red Bull Racing und mit 147,5 Punkten vor McLaren.
Der Internationale Sportgerichtshof CAS hatte im Dezember 2020 entschieden, dass russische Sportler bis zum 16. Dezember 2022 nicht unter Flagge und Hymne ihres Landes an Olympischen Spielen und Weltmeisterschaften teilnehmen dürfen, entsprechend werden diese bei Platzierungen russischer Fahrer und bei der Veranstaltung in Russland nicht verwendet.
Vor dem Rennwochenende gab es einen Fahrerwechsel: Kimi Räikkönen kehrte nach zwei Rennen Abwesenheit, ausgelöst durch eine COVID-19-Erkrankung, wieder in sein Cockpit bei Alfa Romeo zurück.
Lando Norris (acht), Sergio Pérez (sieben), Sebastian Vettel, Lance Stroll, Nikita Masepin, Nicholas Latifi (jeweils sechs), Bottas, Räikkönen, George Russell, Yuki Tsunoda (jeweils vier), Antonio Giovinazzi, Charles Leclerc, Verstappen, Hamilton (jeweils zwei), Carlos Sainz jr., Esteban Ocon, Pierre Gasly und Daniel Ricciardo (jeweils einer) gingen mit Strafpunkten ins Wochenende.
Mit Hamilton (viermal) und Bottas (zweimal) traten zwei ehemalige Sieger zu diesem Grand Prix an.
Als Rennkommissare für dieses Rennwochenende fungierten Garry Connelly (AUS), Mathieu Remmerie (BEL), Enrique Bernoldi (BRA) und George Andreev (RUS).

### Training
Im ersten freien Training war Bottas mit 1:34,427 Minuten Schnellster vor Hamilton und Verstappen.
Im zweiten freien Training fuhr wieder Bottas mit 1:33,593 Minuten die schnellste Zeit. Dahinter waren Hamilton und Gasly.
Das dritte freie Training wurde aufgrund heftigen Gewitters am Samstagvormittag abgesagt.

### Qualifying
Das Qualifying bestand aus drei Teilen mit einer Nettolaufzeit von 45 Minuten. Im ersten Qualifying-Segment (Q1) hatten die Fahrer 18 Minuten Zeit, um sich für das Rennen zu qualifizieren. Alle Fahrer, die im ersten Abschnitt eine Zeit erzielten, die maximal 107 Prozent der schnellsten Rundenzeit betrug, qualifizierten sich. Die besten 15 Fahrer erreichten den nächsten Teil. Hamilton war Schnellster, die Haas- und Alfa-Romeo-Piloten sowie Verstappen, der aufgrund einer Motorenstrafe keine Zeit setzte, schieden aus.
Der zweite Abschnitt (Q2) dauerte 15 Minuten. Die schnellsten zehn Piloten qualifizierten sich für den dritten Teil des Qualifyings und mussten mit den hier verwendeten Reifen das Rennen starten, alle anderen hatten freie Reifenwahl für den Rennstart. Hamilton war erneut Schnellster, Leclerc und Latifi, die keine Zeiten setzten, sowie Vettel und die AlphaTauri-Piloten schieden aus.
Der letzte Abschnitt (Q3) ging über eine Zeit von zwölf Minuten, in denen die ersten zehn Startpositionen vergeben wurden. Norris fuhr mit 1:41,993 Minuten die schnellste Runde vor Sainz jr. und Russell. Es war Norris’ erste Pole-Position sowie die erste Pole Position für McLaren seit dem Großen Preis von Brasilien 2012, Sainz jr. startete zudem das erste Mal aus der ersten Startreihe.

### Rennen
Sainz jr. übernahm in Kurve zwei die Führung von Norris, während Hamilton auf Platz sechs zurückfiel. Fernando Alonso überholte Hamilton am Start, doch dieser überholte ihn in der folgenden Runde erneut, indem er außerhalb von Kurve drei umfuhr. Leclerc kletterte vom 19. Startplatz auf den zwölften Platz. In Runde 13 überholte Norris Sainz jr., holte sich den ersten Platz zurück und behielt die Führung bis zu den Schlussrunden.
Nachdem Verstappen in der ersten Runde drei Positionen gutgemacht hatte, verbesserte er sich in der Folge auf den siebten Platz. Hamilton erholte sich auf den zweiten Platz und kam in die DRS-Reichweite von Norris, als es auf Teilen der Strecke zu regnen begann. Räikkönen, Russell und Bottas waren in Runde 48 die ersten, die wegen Intermediate-Reifen an die Box gingen, sodass alle drei Fahrer bis zum Ende des Rennens in die Punkteränge vorrückten. Weiter vorne folgten Verstappen und Ricciardo in Runde 49, ebenso wie Sainz jr., der aufgrund der sich verschlechternden Bedingungen vom dritten auf den siebten Platz zurückgefallen war. Hamilton blieb zunächst draußen, um mit Norris um die Führung zu kämpfen, bevor er in der folgenden Runde auch auf Intermediate-Reifen wechselte, woraufhin klar wurde, dass es weiter regnen würde. Auch Pérez, Alonso und Leclerc entschieden sich im engen Kampf um den dritten Platz dafür, weiterhin auf Slicks zu fahren. Obwohl Norris mehrmals von der Strecke abgekommen war, weigerte er sich entgegen dem Rat seiner Ingenieure, für Intermediates anzuhalten, nachdem er einen Vorsprung von 50 Sekunden auf den dritten Platz aufgebaut hatte.
Hamilton holte entsprechend immer weiter auf Norris auf, der im Regen auf Slicks keine Chancen mehr hatte. Nach einem Dreher wechselte er dann auch auf Intermediates, was ihn allerdings aufgrund des langen Wartens auf die achte Position zurück spülte. In der letzten Runde überholte er aber noch Räikkönen, sodass er das Rennen zumindest als Siebter beendete.
Hamilton gewann schließlich das Rennen vor Verstappen und Sainz jr. Es war Hamiltons 100. Grand-Prix-Sieg seiner Karriere. Die restlichen Punkteplatzierungen belegten Ricciardo, Bottas, Alonso, Norris, Räikkönen, Pérez und Russell. Norris erzielte die schnellste Rennrunde, wofür er einen zusätzlichen Punkt erhielt.
In der Fahrerwertung übernahm Hamilton wieder die Führung vor Verstappen, Bottas bleibt Dritter. In der Konstrukteurswertung bleiben die ersten drei Positionen unverändert.

## Meldeliste
| Team                            | Nr. | Fahrer             | Chassis                           | Motor                             | Reifen |
| ------------------------------- | --- | ------------------ | --------------------------------- | --------------------------------- | ------ |
| Mercedes-AMG Petronas F1 Team   | 44  | Lewis Hamilton     | Mercedes-AMG F1 W12 E Performance | Mercedes-AMG F1 M12 E Performance | P      |
| Mercedes-AMG Petronas F1 Team   | 77  | Valtteri Bottas    | Mercedes-AMG F1 W12 E Performance | Mercedes-AMG F1 M12 E Performance | P      |
| Red Bull Racing Honda           | 33  | Max Verstappen     | Red Bull Racing RB16B             | Honda RA621H                      | P      |
| Red Bull Racing Honda           | 11  | Sergio Pérez       | Red Bull Racing RB16B             | Honda RA621H                      | P      |
| McLaren F1 Team                 | 03  | Daniel Ricciardo   | McLaren MCL35M                    | Mercedes-AMG F1 M12 E Performance | P      |
| McLaren F1 Team                 | 04  | Lando Norris       | McLaren MCL35M                    | Mercedes-AMG F1 M12 E Performance | P      |
| Aston Martin Cognizant F1 Team  | 18  | Lance Stroll       | Aston Martin AMR21                | Mercedes-AMG F1 M12 E Performance | P      |
| Aston Martin Cognizant F1 Team  | 05  | Sebastian Vettel   | Aston Martin AMR21                | Mercedes-AMG F1 M12 E Performance | P      |
| Alpine F1 Team                  | 14  | Fernando Alonso    | Alpine A521                       | Renault E-Tech 20B                | P      |
| Alpine F1 Team                  | 31  | Esteban Ocon       | Alpine A521                       | Renault E-Tech 20B                | P      |
| Scuderia Ferrari Mission Winnow | 16  | Charles Leclerc    | Ferrari SF21                      | Ferrari 065/6                     | P      |
| Scuderia Ferrari Mission Winnow | 55  | Carlos Sainz jr.   | Ferrari SF21                      | Ferrari 065/6                     | P      |
| Scuderia AlphaTauri Honda       | 22  | Yuki Tsunoda       | AlphaTauri AT02                   | Honda RA621H                      | P      |
| Scuderia AlphaTauri Honda       | 10  | Pierre Gasly       | AlphaTauri AT02                   | Honda RA621H                      | P      |
| Alfa Romeo Racing Orlen         | 07  | Kimi Räikkönen     | Alfa Romeo Racing C41             | Ferrari 065/6                     | P      |
| Alfa Romeo Racing Orlen         | 99  | Antonio Giovinazzi | Alfa Romeo Racing C41             | Ferrari 065/6                     | P      |
| Uralkali Haas F1 Team           | 09  | Nikita Masepin     | Haas VF-21                        | Ferrari 065/6                     | P      |
| Uralkali Haas F1 Team           | 47  | Mick Schumacher    | Haas VF-21                        | Ferrari 065/6                     | P      |
| Williams Racing                 | 63  | George Russell     | Williams FW43B                    | Mercedes-AMG F1 M12 E Performance | P      |
| Williams Racing                 | 06  | Nicholas Latifi    | Williams FW43B                    | Mercedes-AMG F1 M12 E Performance | P      |

## Klassifikationen

### Qualifying
| Pos.                                                                      | Fahrer             | Konstrukteur              | Q1         | Q2         | Q3       | Start |
| ------------------------------------------------------------------------- | ------------------ | ------------------------- | ---------- | ---------- | -------- | ----- |
| 01                                                                        | Lando Norris       | McLaren-Mercedes          | 1:47,238   | 1:45,827   | 1:41,993 | 01    |
| 02                                                                        | Carlos Sainz jr.   | Ferrari                   | 1:47,924   | 1:46,521   | 1:42,510 | 02    |
| 03                                                                        | George Russell     | Williams-Mercedes         | 1:48,303   | 1:46,435   | 1:42,983 | 03    |
| 04                                                                        | Lewis Hamilton     | Mercedes                  | 1:45,992   | 1:45,129   | 1:44,050 | 04    |
| 05                                                                        | Daniel Ricciardo   | McLaren-Mercedes          | 1:48,345   | 1:46,361   | 1:44,156 | 05    |
| 06                                                                        | Fernando Alonso    | Alpine-Renault            | 1:47,877   | 1:45,514   | 1:44,204 | 06    |
| 07                                                                        | Valtteri Bottas    | Mercedes                  | 1:46,396   | 1:45,306   | 1:44,710 | 16    |
| 08                                                                        | Lance Stroll       | Aston Martin-Mercedes     | 1:48,322   | 1:46,360   | 1:44,956 | 07    |
| 09                                                                        | Sergio Pérez       | Red Bull Racing-Honda     | 1:46,455   | 1:45,834   | 1:45,337 | 08    |
| 10                                                                        | Esteban Ocon       | Alpine-Renault            | 1:48,099   | 1:46,070   | 1:45,865 | 09    |
| 11                                                                        | Sebastian Vettel   | Aston Martin-Mercedes     | 1:47,205   | 1:46,573   | –        | 10    |
| 12                                                                        | Pierre Gasly       | AlphaTauri-Honda          | 1:47,828   | 1:46,641   | –        | 11    |
| 13                                                                        | Yuki Tsunoda       | AlphaTauri-Honda          | 1:48,854   | 1:46,751   | –        | 12    |
| 14                                                                        | Nicholas Latifi    | Williams-Mercedes         | 1:48,252   | keine Zeit | –        | 18    |
| 15                                                                        | Charles Leclerc    | Ferrari                   | 1:48,470   | keine Zeit | –        | 19    |
| 16                                                                        | Kimi Räikkönen     | Alfa Romeo Racing-Ferrari | 1:49,586   | –          | –        | 13    |
| 17                                                                        | Mick Schumacher    | Haas-Ferrari              | 1:49,830   | –          | –        | 14    |
| 18                                                                        | Antonio Giovinazzi | Alfa Romeo Racing-Ferrari | 1:51,023   | –          | –        | 17    |
| 19                                                                        | Nikita Masepin     | Haas-Ferrari              | 1:53,764   | –          | –        | 15    |
| 107-Prozent-Zeit: 1:53,411 min (bezogen auf Q1-Bestzeit von 1:45,992 min) |                    |                           |            |            |          |       |
| DNQ                                                                       | Max Verstappen     | Red Bull Racing-Honda     | keine Zeit | –          | –        | 20    |

Anmerkungen
1. ↑  Bottas wurde um 15 Startplätze nach hinten versetzt, da an seiner Antriebseinheit zusätzliche Teile getauscht wurden
2. ↑  Latifi musste vom Ende des Feldes starten, da an seiner Antriebseinheit zusätzliche Teile getauscht wurden.
3. ↑  Leclerc musste vom Ende des Feldes starten, da an seiner Antriebseinheit zusätzliche Teile getauscht wurden.
4. ↑  Giovinazzi wurde aufgrund eines Getriebewechsels um fünf Startplätze nach hinten versetzt.
5. ↑  Verstappen wurde für das Verursachen einer Kollision beim Großen Preis von Italien um drei Startplätze nach hinten versetzt.
6. ↑  Verstappen musste vom Ende des Feldes starten, da an seiner Antriebseinheit zusätzliche Teile getauscht wurden.

### Rennen
| Pos. | Fahrer             | Konstrukteur              | Runden | Stopps | Zeit        | Start | Schnellste Runde |
| ---- | ------------------ | ------------------------- | ------ | ------ | ----------- | ----- | ---------------- |
| 01   | Lewis Hamilton     | Mercedes                  | 53     | 2      | 1:30:41,001 | 04    | 1:37,575 (43.)   |
| 02   | Max Verstappen     | Red Bull Racing-Honda     | 53     | 2      | + 53,271    | 20    | 1:38,396 (28.)   |
| 03   | Carlos Sainz jr.   | Ferrari                   | 53     | 2      | + 1:02,475  | 02    | 1:39,294 (40.)   |
| 04   | Daniel Ricciardo   | McLaren-Mercedes          | 52     | 2      | + 1:05,607  | 05    | 1:39,124 (24.)   |
| 05   | Valtteri Bottas    | Mercedes                  | 52     | 2      | + 1:07,533  | 16    | 1:38,216 (31.)   |
| 06   | Fernando Alonso    | Alpine-Renault            | 52     | 2      | + 1:21,321  | 06    | 1:38,686 (44.)   |
| 07   | Lando Norris       | McLaren-Mercedes          | 53     | 2      | + 1:27,224  | 01    | 1:37,423 (39.)   |
| 08   | Kimi Räikkönen     | Alfa Romeo Racing-Ferrari | 53     | 2      | + 1:28,955  | 13    | 1:40,289 (34.)   |
| 09   | Sergio Pérez       | Red Bull Racing-Honda     | 53     | 2      | + 1:30,076  | 08    | 1:39,215 (45.)   |
| 10   | George Russell     | Williams-Mercedes         | 53     | 2      | + 1:40,551  | 03    | 1:40,596 (40.)   |
| 11   | Lance Stroll       | Aston Martin-Mercedes     | 53     | 2      | + 1:56,198  | 07    | 1:40,464 (35.)   |
| 12   | Sebastian Vettel   | Aston Martin-Mercedes     | 52     | 2      | + 1 Runde   | 10    | 1:39,251 (44.)   |
| 13   | Pierre Gasly       | AlphaTauri-Honda          | 52     | 2      | + 1 Runde   | 11    | 1:38,279 (35.)   |
| 14   | Esteban Ocon       | Alpine-Renault            | 52     | 2      | + 1 Runde   | 09    | 1:40,598 (34.)   |
| 15   | Charles Leclerc    | Ferrari                   | 52     | 2      | + 1 Runde   | 19    | 1:38,994 (45.)   |
| 16   | Antonio Giovinazzi | Alfa Romeo Racing-Ferrari | 52     | 2      | + 1 Runde   | 17    | 1:39,058 (39.)   |
| 17   | Yuki Tsunoda       | AlphaTauri-Honda          | 52     | 2      | + 1 Runde   | 12    | 1:39,960 (42.)   |
| 18   | Nikita Masepin     | Haas-Ferrari              | 51     | 2      | + 2 Runden  | 15    | 1:41,713 (24.)   |
| 19   | Nicholas Latifi    | Williams-Mercedes         | 47     | 1      | DNF         | 18    | 1:40,000 (42.)   |
| –    | Mick Schumacher    | Haas-Ferrari              | 32     | 1      | DNF         | 14    | 1:40,276 (22.)   |

## WM-Stände nach dem Rennen
Die ersten zehn des Rennens bekamen 25, 18, 15, 12, 10, 8, 6, 4, 2 bzw. 1 Punkt(e). Zusätzlich gab es einen Punkt für die schnellste Rennrunde, da der Fahrer unter den ersten Zehn landete.

### Fahrerwertung
| Pos. | Fahrer           | Konstrukteur          | Punkte |
| ---- | ---------------- | --------------------- | ------ |
| 01   | Lewis Hamilton   | Mercedes              | 246,5  |
| 02   | Max Verstappen   | Red Bull Racing-Honda | 244,5  |
| 03   | Valtteri Bottas  | Mercedes              | 151    |
| 04   | Lando Norris     | McLaren-Mercedes      | 139    |
| 05   | Sergio Pérez     | Red Bull Racing-Honda | 120    |
| 06   | Carlos Sainz jr. | Ferrari               | 112,5  |
| 07   | Charles Leclerc  | Ferrari               | 104    |
| 08   | Daniel Ricciardo | McLaren-Mercedes      | 95     |
| 09   | Pierre Gasly     | AlphaTauri-Honda      | 66     |
| 10   | Fernando Alonso  | Alpine-Renault        | 58     |
| 11   | Esteban Ocon     | Alpine-Renault        | 45     |

| Pos. | Fahrer             | Konstrukteur              | Punkte |
| ---- | ------------------ | ------------------------- | ------ |
| 12   | Sebastian Vettel   | Aston Martin-Mercedes     | 35     |
| 13   | Lance Stroll       | Aston Martin-Mercedes     | 24     |
| 14   | Yuki Tsunoda       | AlphaTauri-Honda          | 18     |
| 15   | George Russell     | Williams-Mercedes         | 16     |
| 16   | Nicholas Latifi    | Williams-Mercedes         | 7      |
| 17   | Kimi Räikkönen     | Alfa Romeo Racing-Ferrari | 6      |
| 18   | Antonio Giovinazzi | Alfa Romeo Racing-Ferrari | 1      |
| 19   | Mick Schumacher    | Haas-Ferrari              | 0      |
| 20   | Robert Kubica      | Alfa Romeo Racing-Ferrari | 0      |
| 21   | Nikita Masepin     | Haas-Ferrari              | 0      |

### Konstrukteurswertung
| Pos. | Konstrukteur          | Punkte |
| ---- | --------------------- | ------ |
| 1    | Mercedes              | 397,5  |
| 2    | Red Bull Racing-Honda | 364,5  |
| 3    | McLaren-Mercedes      | 234    |
| 4    | Ferrari               | 216,5  |
| 5    | Alpine-Renault        | 103    |

| Pos. | Konstrukteur              | Punkte |
| ---- | ------------------------- | ------ |
| 06   | AlphaTauri-Honda          | 84     |
| 07   | Aston Martin-Mercedes     | 59     |
| 08   | Williams-Mercedes         | 23     |
| 09   | Alfa Romeo Racing-Ferrari | 7      |
| 10   | Haas-Ferrari              | 0      |